# Odynerus pervigilans
Odynerus pervigilans är en stekelart som beskrevs av Giordani Soika. Odynerus pervigilans ingår i släktet lergetingar, och familjen Eumenidae. Inga underarter finns listade i Catalogue of Life.